# Майзеліс Ілля Львович
Ілля́ Льво́вич Майзе́ліс (28 грудня 1894, Умань — 23 грудня 1978, Москва) — радянський шахіст, теоретик шахів, історик і літератор; перекладач. Член колегії журналу «64. Шашки и шахматы в рабочем клубе» (1925—1930), відповідальний секретар видання «Радянська шахова хроніка» (1943—1946), що виходив англійською мовою в Москві під керівництвом Всесоюзного товариства культурних зв'язків з організацією.
Найліпші результати в змаганнях: турнір міст «Б» (1924) — 1-ше — 2-ге місце; першість Москви (1932) — 4-те місце. Також брав участь у першостях Москви 1924/25, 1927 і 1928 років.
Ілля Львович Майзеліс є автором підручника шахової гри для юнацтва, низки праць у галузі теорії (ендшпіль) й історії шахів. Перекладач «Підручника шахової гри» (1926) і повісті «Як Віктор став шаховим майстром» (1973) Емануїла Ласкера, книжок «Теорія і практика ендшпіля» (1928) Й. Н. Берґера, «Моя система» А. Німцовича (1926—1928).

## Книги
- Начинающий шахматист, М. — Л., 1937 (російська);
- Шахматный ежегодник, [том 1—2], М., 1937—1938 (російська) (співавтор);
- Основы дебютной стратегии. Для шахматистов 4-й и 3-й категории, М., 1940 (російська) (співавтор);
- Избранные партии советских и международных турниров 1946 года, М. — Л., 1949 (російська) (співавтор);
- Учебник шахматной игры, 3-тє видання, М., 1950 (російська) (співавтор);
- Ладья против пешек. К теории ладейного эндшпиля, М., 1956 (російська);
- Шахматные окончания. Пешечные, слоновые, коневые. Під редакцією Ю. Авербаха, М., 1956 (російська) (соавтор);
- Шахматы. Основы теории, 2-ге видання, М., 1960 (російська).